# Tientos
Pour les articles homonymes, voir Tiento (homonymie).
Le tiento, au pluriel tientos, est l'un des palos (style de chant) du flamenco, dérivé du tango.

## Caractéristiques
Le tiento flamenco se caractérise par un compas à 4 ou 8 temps, assez lent, et une harmonie andalouse (cadence andalouse ou ton phrygien). Ce style aurait été créé par le chanteur El Marrurro, puis développé dans sa forme moderne par le chanteur Enrique el Mellizo, pour donner une plus grande expressivité aux tangos. Les paroles des tientos ont à voir avec la perte, l'amour non partagé, la recherche de la liberté ainsi que d'autres messages sérieux et de thèmes sombres.
On compare souvent les tientos aux tangos, car le second résulte effectivement d'une accélération du premier. De plus, la subdivision du compas de 8 temps en deux modules de 4 temps complémentaires sur le plan harmonique (par exemple "por medio" : 4 temps sur Bb et 4 temps sur A), est également la même. Cependant, il faut relever une différence fondamentale entre ces deux compas : les tangos sont métronomiques, c'est-à-dire que le tempo supporte mal les variations de vitesse (ça peut se faire, comme dans certains tangos célèbres de Camarón de la Isla, mais c'est plutôt rare et difficile à gérer). En revanche, les tientos sont un compas extrêmement souple, qui peut supporter des variations de tempo du simple au double (et même au-delà) d'une mesure à l'autre, sans rupture d'effet rythmique. Cette "élasticité" du compas est particulièrement probante sur le thème Moraito como un lirio de Camarón et Paco de Lucía. Elle se rencontre également sur d'autres styles tels la soleá, la seguiriya, certains fandangos a compas.
L'autre particularité rythmique est un effet du swing des tientos : les contretemps sont plus ou moins retardés par rapport à leur position normale, ce qui a pour effet de produire un rythme ternaire (proche de la sicilienne, de la musique classique ou du jazz) à l'intérieur des temps, qui sont toujours néanmoins au nombre de 4 ou 8.
Malgré sa présentation théorique sous forme binaire, le compas de tientos est l'un des plus "flamencos" du répertoire traditionnel, les chants sont profonds, et les structures rythmiques mélangent habilement binaire (4 temps) et ternaire (subdivision de chaque temps).